# Nalini Bala Devi
  Nalini Bala Devi    (Barpeta, 23 de març de 1898 - 24 de desembre de 1977) va ser una escriptora i poeta india de la literatura assamesa, coneguda per la poesia nacionalista i mística. El govern de l'Índia li va concedir el Padma Shri el 1957 per la seva contribució a la literatura, i el 1968 va guanyar el premi Sahitya Akademi atorgat per Sahitya Akademi (l'Acadèmia Nacional de Lletres de l'Índia) per la seva col·lecció de poesia Alakananda. És la primera dona poeta assamesa guardonada amb Padma Shri i la primera dama a la càtedra Assam Sahitya Sabha.

## Biografia
Va néixer a Guwahati, Assam el 1898. El seu pare, Karmaveer Nabin Chandra Bordoloi (1875–1936), va ser un activista i escriptor del Moviment d'independència de l'Índia assamès. Va escriure el seu primer poema, Pita als 10 anys, i es va casar als 12, però el seu marit, Jeeveshwar Changkakoti, va morir quan ella tenia 19 anys. Dos dels seus fills també van morir a principis de la seva vida. Va començar a escriure poemes, amb l'emoció, la tragèdia, el patriotisme i la devoció com a temes centrals, que encara són aclamats a la literatura assamesa.
El seu primer llibre de poemes Sandhiyar Sur (Evening Melody), publicat el 1928, va ser adoptat posteriorment per la Universitat de Calcuta i la Universitat de Guwahati com a llibre de text el 1946 i el 1951 respectivament. Les seves altres obres inclouen Alakananda, Sopunar Sur (Melodia dels somnis), Porosh Moni, Yuga Devata (Hero of the Age), Shesh Puja (L'últim culte), Parijator Abhishek, Prahlad, Meghdut, Suravi, Rooprekha, Shantipath (Antologia d'assaig), Sheshor Sur (L'última melodia) Smritir Tirtha (Biografia del seu pare), Biswadeepa (Una col·lecció de biografies de dones famoses), Eri oha Dinbur (Els dies passats, Autobiografia), Sardar Vallavbhai Patel són algunes de les seves obres biogràfiques. Va tenir al seu crèdit un drama titulat Meerabai.
El 1950, va establir Sadou Asom Parijat Kanan que més tard esdevingué famosa com Moina Parijat, l'organització infantil d'Assam. Va ser la presidenta de la 23a sessió de Jorhat d’Assam Sahitya Sabha (Societat Literària d'Assam) el 1955.
Va morir el 24 de desembre de 1977, però és recordada a la literatura assamesa per les últimes quatre línies del seu famós poema NaatGhar (El teatre).
.... Kun Kar Jogotor / Kun Kar Moromor / Chokur Chinaki Dudinor // Sasimor Rooprekha / Asimot Bur Jabo / Khohi Gole Jori Moromor (Qui és per a qui en aquest món / Qui està sota la cura de qui / Coneixements temporals, contactes directes amb aquests / / Contorns facials acotats / Que es dissolen en l'oblit infinit / Si el fil d'amor que els uneix es trenca.)
El Cotton College de Guwahati va batejar el seu alberg de noies com a "Padmashree Nalini Bala Devi Girls' Hostel" el 1986. L'organització literària Sadou Asom Lekhika Samaroh Samiti ha publicat Mahasweta, sobre les seves obres.

## Obres
- Sandhiyar Sur (Evening Melody, 1928)
- Sopunar Sur (Melodia dels somnis, 1943)
- Smritir Tirtha (Biografia, 1948)
- Paroshmoni (Touchstone, 1954)
- Jagriti (El despertar, 1962)
- Alakananda (1967)[4]

## Premis i reconeixements
Va ser guardonada amb el Premi Sahitya Akademi per la seva antologia de poesia Alakananda el 1968 i va concedir Padma Shri el 1957 pel Govern de l'Índia.